# György Lázár

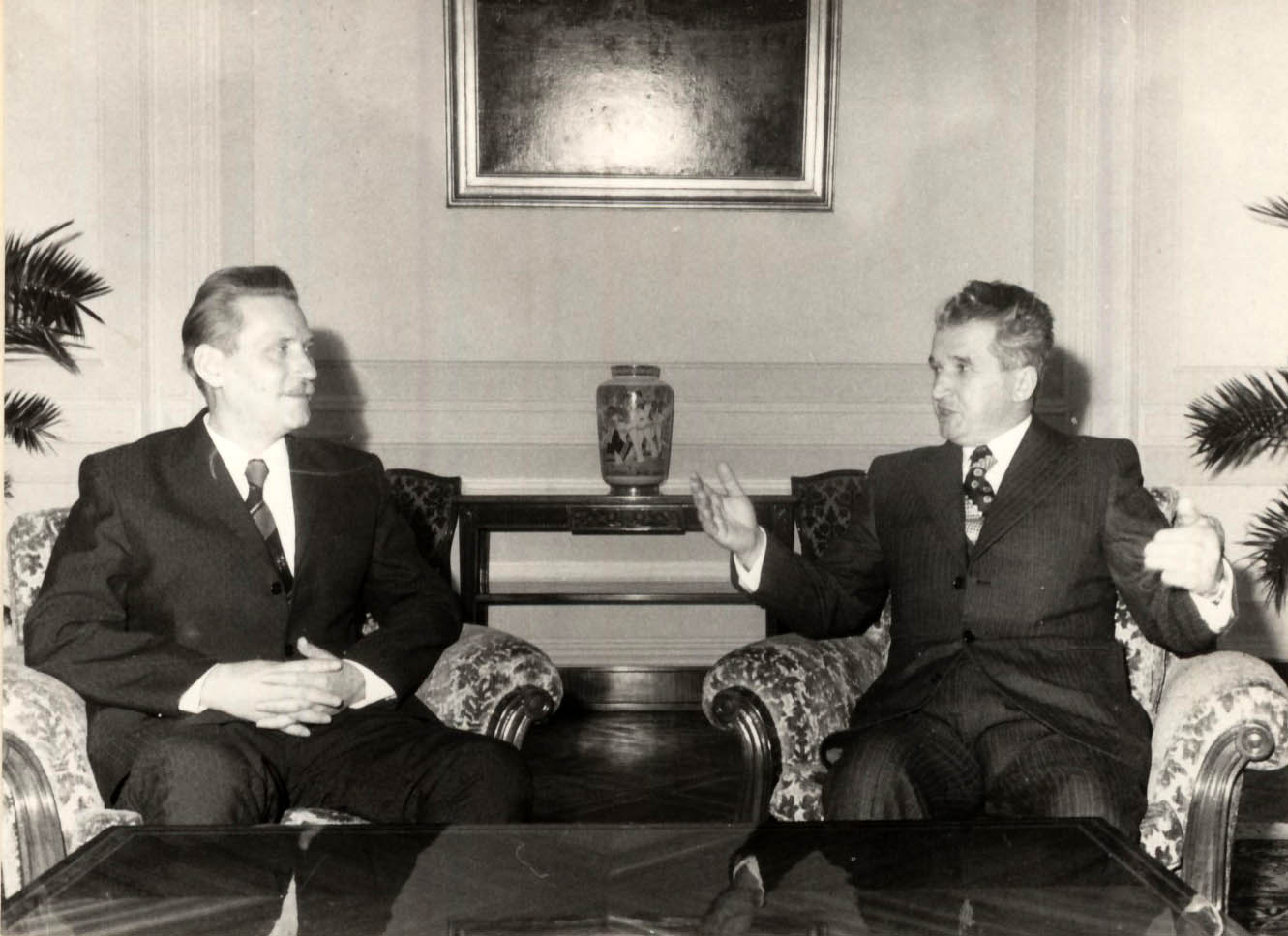
Lázár György mit Nicolae Ceaușescu (1976)

György Lázár [ˈɟørɟ ˈlaːzaːr] (* 15. September 1924 in Isaszeg, Königreich Ungarn; † 2. Oktober 2014) war ein ungarischer kommunistischer Politiker und Ministerpräsident.

## Wirtschaftsfachmann und Minister
Der Wirtschaftsfachmann wurde 1948 Mitarbeiter und Referent in der Staatlichen Planungskommission. 1953 stieg er zum Sektionsleiter und schließlich 1958 zum Stellvertretenden Vorsitzenden der Staatlichen Planungskommission auf. 1970 wurde er Arbeitsminister und zugleich Mitglied des ZK der Ungarischen Sozialistischen Arbeiterpartei (USAP), der er bereits seit 1945 angehörte. Von 1973 bis 1975 war er Stellvertretender Ministerpräsident sowie Vorsitzender der Staatlichen Planungskommission.

## Aufstieg zum Ministerpräsidenten und Ende des Kommunismus
Am 15. Mai 1975 wurde Lázár als Nachfolger von Jenő Fock zum Ministerpräsidenten ernannt. Dieses Amt übte er bis zu seiner Ablösung durch Károly Grósz am 25. Juni 1987 aus. Während seiner Amtszeit war er auch Mitglied des Politbüros des ZK der USAP. Nach der Ablösung des Generalsekretärs des ZK der USAP János Kádár durch Károly Grósz amtierte er 1987 bis 1988 als Stellvertretender Generalsekretär.
Von 1975 bis 1988 war Lázár Abgeordneter der Nationalversammlung.